# Улипу (аэропорт)
Ankang Wulipu Airport (кит. 安康五里铺机场) — аэропорт, обслуживавший город Анькан в провинции Шэньси, Китай. Расположен в городе Вули в округе Ханьбин, в 9 километрах от центра города. Новый аэропорт Фукьян, заменивший аэропорт Улипу, открылся 25 сентября 2020 года.
Аэропорт имел одну взлётно-посадочную полосу длиной 1600 метров и шириной 30 метров (класс 3C), а также здание аэровокзала площадью 1200 м².

## История
В связи с угрозой со стороны Японской империи после Маньчжурского инцидента 1931 года, генерал Ян Хучэн впервые построил аэродром в Анькане в 1933 году для подготовки к ожидаемым операциям ВВС против военных амбиций императорской Японии; это была авиабаза, где герой войны, полковник Гао Чжихан, пересаживался после получения новых истребителей Поликарпова И-16 в ноябре 1937 года, но был убит в результате японской бомбардировки во время следующей дозаправки на аэродроме Чжоуцзякоу. Аэродром был признан небезопасным для использования, и в 1938 году он был перестроен под названием Улипу и включён в список 59-й авиационной станции националистических ВВС Китая. После нападения на Перл-Харбор аэропорт использовался четырнадцатым авиаполком ВВС армии США в рамках оборонительной кампании в Китае. Американцы назвали авиабазу аэродромом Анькан и с апреля по август 1945 года совершали с аэродрома фотореконструкции над территорией, контролируемой Японией, и боевые вылеты для сбора разведданных. Кроме того, ночные истребители P-61 Black Widow обеспечивали защиту от ночных атак японских бомбардировщиков и истребителей с апреля до конца войны в сентябре. Американцы закрыли свои объекты на аэродроме в начале октября 1945 года.
Гражданские рейсы впервые начались в 1964 году, но прекратились в 1986 году. Аэропорт был расширен до нынешних размеров в 1993 году и снова обслуживал гражданские рейсы с 1995 года до июля 2001 года, когда открытие железной дороги Сиань-Анькан вынудило аэропорт снова закрыться. В третий раз полёты возобновились в апреле 2006 года.